# Rotterdam Grand Prix 2010
Il Rotterdam Grand Prix 2010 si è tenuto ad Rotterdam, nei Paesi Bassi dal 16 al 17 ottobre 2010 ed è stata l'ottava tappa dell'IJF World Tour 2010. È stata l'unica edizione disputata del Rotterdam Grand Prix.

## Risultati
Tutti i medagliati del torneo.
| Categorie donne | Oro                    | Argento              | Bronzo                                 |
| --------------- | ---------------------- | -------------------- | -------------------------------------- |
| - 48 kg         | Charline Van Snick     | Alina Dumitru        | Carmen Bogdan Emi Yamagishi            |
| - 52 kg         | Jaana Jokinen          | Laura Gomez          | Ana Carrascosa Zaragoza Penelope Bonna |
| - 57 kg         | Aiko Sato              | Marlen Hein          | Vesna Dukic Viola Waechter             |
| - 63 kg         | Elisabeth Willeboordse | Urska Zolnir Jugovar | Claudia Malzahn Anicka Van Emden       |
| - 70 kg         | Haruka Tachimoto       | Erica Barbieri       | Linda Bolder Marie Pasquet             |
| - 78 kg         | Akari Ogata            | Audrey Tcheumeo      | Catherine Jacques Kayla Harrison       |
| + 70 kg         | Gülşah Özen            | Anne-Sophie Mondière | Belkıs Zehra Kaya Lucia Tangorre       |

| Categorie uomini | Oro                 | Argento             | Bronzo                                |
| ---------------- | ------------------- | ------------------- | ------------------------------------- |
| - 60 kg          | Amiran Papinashvili | Ludwig Paischer     | Sergio Pessoa Elio Verde              |
| - 66 kg          | Mikhail Puliaev     | Francesco Faraldo   | Miklós Ungvári Serhiy Drebot          |
| - 73 kg          | João Pina           | Dex Elmont          | Murat Kodzokov Tomasz Adamiec         |
| - 81 kg          | Guillaume Elmont    | Takahiro Nakai      | Sergiu Toma Antonio Ciano             |
| - 90 kg          | Yuya Yoshida        | Varlam Liparteliani | Kirill Voprosov Milan Randl           |
| - 100 kg         | Henk Grol           | Jevgeņijs Borodavko | Sergei Samoilovich Martin Pacek       |
| + 100 kg         | Hiroki Tachiyama    | Vladimirs Osnachs   | Stanislav Bondarenko Paolo Bianchessi |

## Medagliere
| Nr.                          | Nazione                      | Oro | Argento | Bronzo | Totale |
| ---------------------------- | ---------------------------- | --- | ------- | ------ | ------ |
| 1                            | Giappone                     | 5   | 1       | 1      | 7      |
| 2                            | Paesi Bassi                  | 3   | 1       | 2      | 6      |
| 3                            | Georgia                      | 1   | 1       | 0      | 2      |
| 4                            | Russia                       | 1   | 0       | 3      | 4      |
| 5                            | Belgio                       | 1   | 0       | 1      | 2      |
| 5                            | Turchia                      | 1   | 0       | 1      | 2      |
| 6                            | Finlandia                    | 1   | 0       | 0      | 1      |
| 6                            | Portogallo                   | 1   | 0       | 0      | 1      |
| 7                            | Italia                       | 0   | 2       | 4      | 6      |
| 8                            | Francia                      | 0   | 2       | 2      | 4      |
| 9                            | Lettonia                     | 0   | 2       | 0      | 2      |
| 10                           | Germania                     | 0   | 1       | 2      | 3      |
| 11                           | Romania                      | 0   | 1       | 1      | 2      |
| 11                           | Spagna                       | 0   | 1       | 1      | 2      |
| 11                           | Slovenia                     | 0   | 1       | 1      | 2      |
| 12                           | Austria                      | 0   | 1       | 0      | 1      |
| 13                           | Ucraina                      | 0   | 0       | 2      | 2      |
| 14                           | Moldavia                     | 0   | 0       | 1      | 1      |
| 14                           | Stati Uniti                  | 0   | 0       | 1      | 1      |
| 14                           | Slovenia                     | 0   | 0       | 1      | 1      |
| 14                           | Canada                       | 0   | 0       | 1      | 1      |
| 14                           | Svezia                       | 0   | 0       | 1      | 1      |
| 14                           | Polonia                      | 0   | 0       | 1      | 1      |
| 14                           | Ungheria                     | 0   | 0       | 1      | 1      |
| Totale 24 nazioni medagliate | Totale 24 nazioni medagliate | 14  | 14      | 28     | 56     |

Fonte